# 21560 Analyons
21560 Analyons este un asteroid din centura principală de asteroizi.

## Descriere
21560 Analyons este un asteroid din centura principală de asteroizi. A fost descoperit pe 28 august 1998 la Socorro, New Mexico, în cadrul proiectului LINEAR. Asteroidul prezintă o orbită caracterizată de o semiaxă mare de 2,97 ua, o excentricitate de 0,06 și o înclinație de 10,9° în raport cu ecliptica.